# ATAPI
| Sigles de 2 caractères   |
| Sigles de 3 caractères   |
| Sigles de 4 caractères   |
| ► Sigles de 5 caractères |
| Sigles de 6 caractères   |
| Sigles de 7 caractères   |
| Sigles de 8 caractères   |

ATAPI (« ATA with Packet Interface ») est une extension de l'ATA qui étend ce standard de communication à des périphériques différents des disques durs, comme les CD-ROM et les lecteurs de disquette.
En pratique, il permet de faire passer des commandes SCSI sur la couche physique de l'ATA.